# 生物医疗废物

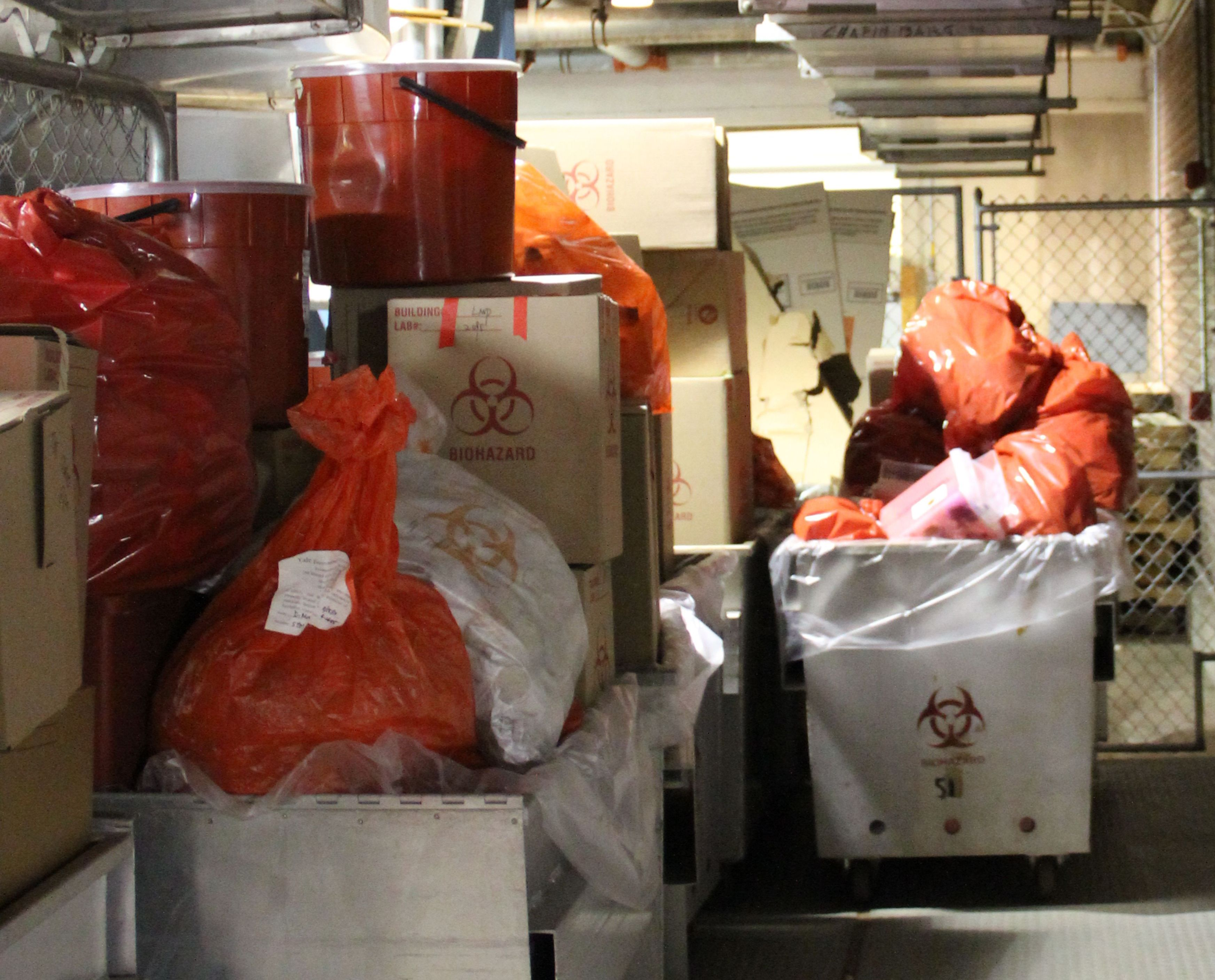
存放于容器内的生物医疗垃圾，被堆放在指定区域等待处理。

生物医疗废物是一种易腐烂并潜在传染性的危险垃圾。但也包括某些相关的垃圾，比如外包装、未用的绷带、输液袋之类的。细说来说，废弃的尖锐垃圾，如针头，在未经处理的情况下，无论是否被污染都会被视为医疗废物处理。生物医疗废物是一种生化废料。
生物医疗废物可能是固体或者液体。例如可传染的废物包括血液、针头、废弃的微生物培养样品、可识别的尸体组织、其他人类或者动物的身体组织、用过的绷带和纱布、丢弃的手套、其他与血液或者体液有关的医疗用品和以上所述情况相似的实验室废弃物。废弃的尖锐垃圾包括可能被污染的针头、解剖刀、采血针或者其他能够刺破皮肤的设备。
生物医疗废物来自许多医疗实践中，如诊断、预防或者对疾病的处理。其制造者包括医院、诊所、医学试验、各种试验室、有资质的医师、牙医、兽医、殡仪馆等。基于这些特点，生物医疗废物或者被称作医疗垃圾、临床垃圾。
生物医疗废物中一般的垃圾与高危废弃物相比，如化学物质、放射物质或者工业废料是区别对待的。用于来自放疗和化疗医疗设备垃圾，一般没有传染性，所以只需要妥善保管即可。有些废弃物却被认为存在多种危险，比如在福尔马林中保存的生物样本。

## 生物医学废弃物对人类健康的危害
处理这一类的废弃物是一项环境难题，因为许多医疗废弃物因其传染性生物危害性而不能公开的处理。
美国1990年一篇文章名为Agency for Toxic Substances and Disease Registry得出结论，认为在传统的医疗环境中，大众不太可能受到医疗废弃物的影响。但是作者同时认为引起伤害或者危险可能来自医生、护士、保洁、洗衣等与垃圾有接触的人。另外有机会接触到的废弃物还有非法的小诊所用的针头，还有家庭护理时出现的某些废弃物。

## 管理
生物医疗废物必需被妥善处理以保护环境、民众和相关危险环境工作人员。进一步的管理包括生成、聚集、搬运、存储、看管、运输和处置。

生物危害的国际标识。

## 产生与存放
生物医疗废物在处理阶段应该被存放进防漏与防撞的容器中，容器要被印上生物危害（如图）。外观通常为红色。
处理尖锐的废弃物的作法通常是收集进一个特殊的盒子中，名为针盒
相关专业仪器是必须的，以满足OSHA 29 CFR 1910和 EPA 40 CFR 264.173安全标准的要求。最简单的设备要求，包括一架通风柜、主要的或者次要的垃圾窗口以处理潜在的溢出。即使通风柜在使用中，存放化学物质的的容器在不用时也要保证是封闭的。否则物质挥发入空气中，工作人员再不慎吸入，便会产生如标识中所显示的生物危害。为保证健康与实验物质的安全，以及周边居民、环境、废物管理设备的安全，如欧洲伯克尔漏斗和美国回声漏斗应该广范被用于任何化学垃圾的处理部门。

## 搬运
搬运意味着生物医疗废物的产生地、堆积地、存储地与实时处理设施之间的移动。搬运工人应该遵守注意事项。

## 处理
对于生物医疗废物的处理都是以减少和消除浪费的危险为目的，通常被处理过的垃圾都无法再被辨认。有许多方法可以保证在后续处置中的安全。
生物医疗废物通常是焚烧处理。有时会用到高压灭菌器这种设备。该设备用蒸汽与高压将垃圾消毒或者减少微生物负载到一定的等级以方便安全处理。使用灭菌设备在许多医疗机构中是一种常规做法
液体和少量的物体需要经过1~10%的溶液漂白，也可能会用到氢氧化钠或者其他化学消毒剂，这取决于垃圾的各类。其他处理方法如加热、碱性消化、与微波炉的使用。

## 各国的相关监管与管理

### 英国
在英国，临床医疗废弃物与处理方式受到严格监管。包括1990年环境保护法、1994年废物管理条例颁发许可证条例、2005年英格兰与威尔士危险废物条例与苏格兰特殊废物条例。

### 美国
在美国生物医疗废物通常作为医疗垃圾监管。1988年美国联邦政府通过医疗废物跟踪法